# Konik Garbusek (film 1941)
Konik Garbusek (ros. Конёк-Горбунок, Koniok-Gorbunok) – radziecki kolorowy film baśniowy z 1941 roku w reżyserii Aleksandra Rou powstały na podstawie baśni Piotra Jerszowa o tym samym tytule. Jest to pierwsza ekranizacja tego utworu.

## Obsada
- Piotr Alejnikow jako Iwanuszka
- Marina Kowalowa jako Cud Dziewczyna
- Wieniamin Gut jako car Afron
- Gieorgij Millar jako carski koniuszy Czychir / narrator / rozbójnik
- Lew Potiomkin jako Cap-carap
- Michaił Trojanowski jako stara kobieta
- Aleksandr Żukow jako Daniłło
- Nikołaj Gorłow jako Gawriłła
- Aleksandr Timontajew jako car mórz
- Ninel Urusowa jako gospodyni Domniuszka
- Taras Alejnikow